# Soso Czedia
Besarion „Soso” Czedia (gruz. ბესარიონ „სოსო” ჭედია, ros. Виссарион Олифанович Чедия, Wissarion Olifanowicz Czedija; ur. 9 października 1965 w Czitackari) – radziecki i gruziński piłkarz występujący na pozycji obrońcy, reprezentant Gruzji, trener piłkarski.

## Kariera klubowa
Grę w piłkę nożną rozpoczął w szkółce piłkarskiej DSSz Zugdidi. W 1981 roku włączono go do kadry pierwszego zespołu. W sezonie 1982 występował w Gurii Lanczchuti (Pierwaja Liga ZSRR). W 1983 roku przeniósł się do Dinamo Tbilisi, w którym grał przez 7 kolejnych sezonów na poziomie radzieckiej ekstraklasy. We wrześniu 1987 roku zadebiutował w europejskich pucharach w meczu z Łokomotiwem Sofia (1:3) w Pucharze UEFA 1987/88. Po rozpadzie Związku Radzieckiego Czedia w barwach Dinamo (wówczas pod nazwą Iberii) rozpoczął występy w nowo powstałej Umaglesi Lidze, zdobywając tytuł mistrza Gruzji w sezonie 1990.
W 1991 roku wraz z kolegą klubowym z Iberii Kachaberem Cchadadze przeniósł się do GIF Sundsvall (Allsvenskan), gdzie grał przez jeden sezon. Po spadku klubu do Division 1 podpisał kontrakt z Olympiakosem Nikozja, gdzie występował przez dwa lata. Po odejściu z zespołu zawiesił karierę na okres 1,5 roku. Na początku 1996 roku został on piłkarzem KAMAZ-Czałły Nabierieżnyje Czełny. 2 marca 1996 zadebiutował w Wysszajej Lidze w przegranym 1:2 meczu z Zenitem Petersburg. Łącznie w rosyjskiej ekstraklasie zanotował 8 występów. Przed sezonem 1996/97 powrócił do Gruzji, gdzie został graczem macierzystego Odiszi Zugdidi. Latem 1997 roku przeniósł się do Dyskobolii Grodzisk Wielkopolski. W I lidze zaliczył jeden występ 16 listopada 1997 w wygranym 3:1 meczu przeciwko Ruchowi Chorzów. Po odejściu z klubu jesienią 1997 roku zakończył on karierę zawodniczą.

## Kariera reprezentacyjna
W latach 80. XX wieku występował w młodzieżowych reprezentacjach Związku Radzieckiego, w których łącznie zaliczył 66 spotkań i zdobył 5 bramek. Równocześnie reprezentował na szczeblu juniorskim Gruzińską SRR podczas Spartakiady Narodów ZSRR. W 1984 roku w barwach ZSRR wywalczył wicemistrzostwo Europy w kategorii U-18, po porażce w meczu finałowym z Węgrami. W 1985 roku wziął udział w Młodzieżowych Mistrzostwach Świata, gdzie pełnił funkcję kapitana zespołu. Na turnieju tym rozegrał 6 spotkań i zdobył jedną bramkę, a jego reprezentacja zajęła 4. lokatę, ulegając w meczu o brązowy medal Nigerii.
22 grudnia 1992 zaliczył jeden mecz w reprezentacji Gruzji w towarzyskim spotkaniu przeciwko Cyprowi w Limassol, które zakończyło się porażką 0:1.

## Kariera trenerska
W latach 1998–1999 prowadził klub Odiszi Zugdidi. W 2000 roku przez krótki okres zajmował posadę trenera Lokomotiwi Tbilisi. W latach 2000–2006 pracował w akademiach piłkarskich Szewardeni Tbilisi i Warketili Tbilisi, po czym objął półzawodowy klub Cchumi Suchumi. W latach 2007–2017 był asystentem Temura Kecbaji w Anorthosisie Famagusta, Olympiakos SFP, APOEL FC, AEK Ateny, FK Orenburg oraz reprezentacji Gruzji. W latach 2011–2012 pełnił funkcję selekcjonera kadry Gruzji U-21.

## Sukcesy
ZSRR U-18
- srebrny medal mistrzostw Europy: 1984

Iberia (Dinamo) Tbilisi
- mistrzostwo Gruzji: 1990

## Odznaczenia
- Mistrz Sportu ZSRR: 1985[6]